# 間士丘站
間士丘站（英語：Gants Hill tube station）是倫敦地鐵的一個車站，位於紅橋區的間士丘地區。間士丘站是中央線的車站，位於倫敦第4收費區。二戰期間該站曾是防空洞。車站開通於1947年12月14日。

## 外部連結
- London Transport Museum Photographic Archive - Entrance to station in 1953, with low roof of ticket hall visible in background